# Initiative populaire « pour une Suisse sans nouveaux avions de combat »
L'initiative populaire « pour une Suisse sans nouveaux avions de combat », est une initiative populaire fédérale suisse, rejetée par le peuple et les cantons le 6 juin 1993.

## Contenu
L'initiative demande la création d'une nouvelle disposition transitoire à la Constitution fédérale spécifiant que la Confédération ne peut acheter de nouveaux avions de combat jusqu'en l'an 2000.
Le texte complet de l'initiative peut être consulté sur le site de la Chancellerie fédérale.

## Déroulement

### Contexte historique
Après la chute du bloc de l'Est ainsi que le relativement bon score obtenu par l'initiative du Groupe pour une Suisse sans armée demandant la suppression de l'armée suisse le 26 novembre 1989, l'armée suisse entame une réforme connue sous le nom d'« Armée 95 » qui se traduit par une diminution des effectifs et la création d'une « défense dynamique » en lieu et place de l'ancienne doctrine de la « défense tous azimuts ». Dans cette optique, le Conseil fédéral plaide pour la nécessité de remplacer 130 anciens avions de type Hawker Hunter de 1958 par 34 McDonnell Douglas F/A-18 Hornet (26 F/A-18C et 8 F/A-18D) pour un montant de 3,495 milliards de francs ; cette demande est acceptée par le Parlement puis contrée par la présente initiative.
Le GSsA, en effet, juge le coût cet achat trop élevé dans la situation géopolitique qui suit la chute du mur de Berlin et met en rapport ce montant avec les 150 000 personnes qui sont inscrites au chômage, demandant d'investir cette somme « de manière plus sensée ».

### Récolte des signatures et dépôt de l'initiative
La récolte des 100 000 signatures nécessaires a débuté le 28 avril 1992. Le 1er juin de la même année, l'initiative a été déposée à la chancellerie fédérale qui l'a déclarée valide le 9 juillet.

### Discussions et recommandations des autorités
Le parlement et le Conseil fédéral recommandent tous deux le rejet de cette initiative. Dans son message adressé à l'assemblée, le Conseil fédéral rappelle qu'en fonction du droit international et en vertu de son statut de neutralité permanente, la Suisse est tenue 
d'assurer sa défense, capacité qui serait remise en cause, selon le gouvernement, si les forces aériennes ne pouvaient être renouvelées avant 1999. Il rappelle également que les crédits visant à l'acquisition de nouveaux avions ont déjà été approuvés et sont inclus dans le plan financier du Département fédéral de la Défense.

### Votation
Soumise à la votation le 6 juin 1993, l'initiative est refusée par 17 4/2 cantons et par 57,2 % des suffrages exprimés. Le tableau ci-dessous détaille les résultats par cantons :

## Effet
Cette initiative est votée en même temps que l'initiative populaire « 40 places d'armes ça suffit ! L'armée doit aussi se soumettre à la législation sur la protection de l'environnement » visant à empêcher la construction d'une place d'armes dans la région de Gossau ; cette autre initiative est également rejetée.